# Réseau électrique intelligent
 (mars 2016).
Un réseau électrique intelligent, ou smart grid en anglais, est un réseau de distribution d'électricité qui favorise la circulation d’information entre les fournisseurs et les consommateurs afin d’ajuster le flux d’électricité en temps réel et d'en permettre une gestion plus efficace.
Ce type de réseaux intelligents utilise des techniques informatiques pour optimiser la production, la distribution, la consommation et éventuellement le stockage de l'énergie afin de mieux coordonner l'ensemble des mailles du réseau électrique, du producteur au consommateur final. Il améliore l'efficacité énergétique de l'ensemble en minimisant les pertes en ligne et en optimisant le rendement des moyens de production utilisés, en rapport avec la consommation instantanée.
Les techniques informatiques, associées à des dispositifs de stockage d'énergie et éventuellement d'économies d'énergie, permettent notamment de lisser et tamponner les pointes de production et de consommation, en diminuant les capacités de production en pointe qui sont les plus coûteuses, avec pour effet d'accroître la sécurité du réseau et d'en réduire le coût.
Le réseau électrique « intelligent » est aussi présenté comme un moyen concourant à la réduction des émissions de gaz à effet de serre et à la lutte contre le réchauffement climatique. C'est l'une des composantes de la notion de ville intelligente.
Dans une approche de décentralisation de la production de l’électricité, par rapprochement entre les lieux de production et de consommation, le réseau électrique intelligent semble s'inscrire dans la vision du soft energy path[Quoi ?] mis en l’avant par Amory Lovins.
S'il est associé à un système distribué de très nombreuses micro-centrales, le réseau intelligent est désigné comme l'un des cinq piliers de la « Troisième révolution industrielle » proposée et promue notamment par Jeremy Rifkin. Mais dans l'immédiat, le développement est progressif et l’adaptation des infrastructures peu développée. En définitive, le développement des smart grids relève davantage d’une évolution dans l’optimisation des réseaux et d'un affichage marketing plutôt que d’une révolution technologique.

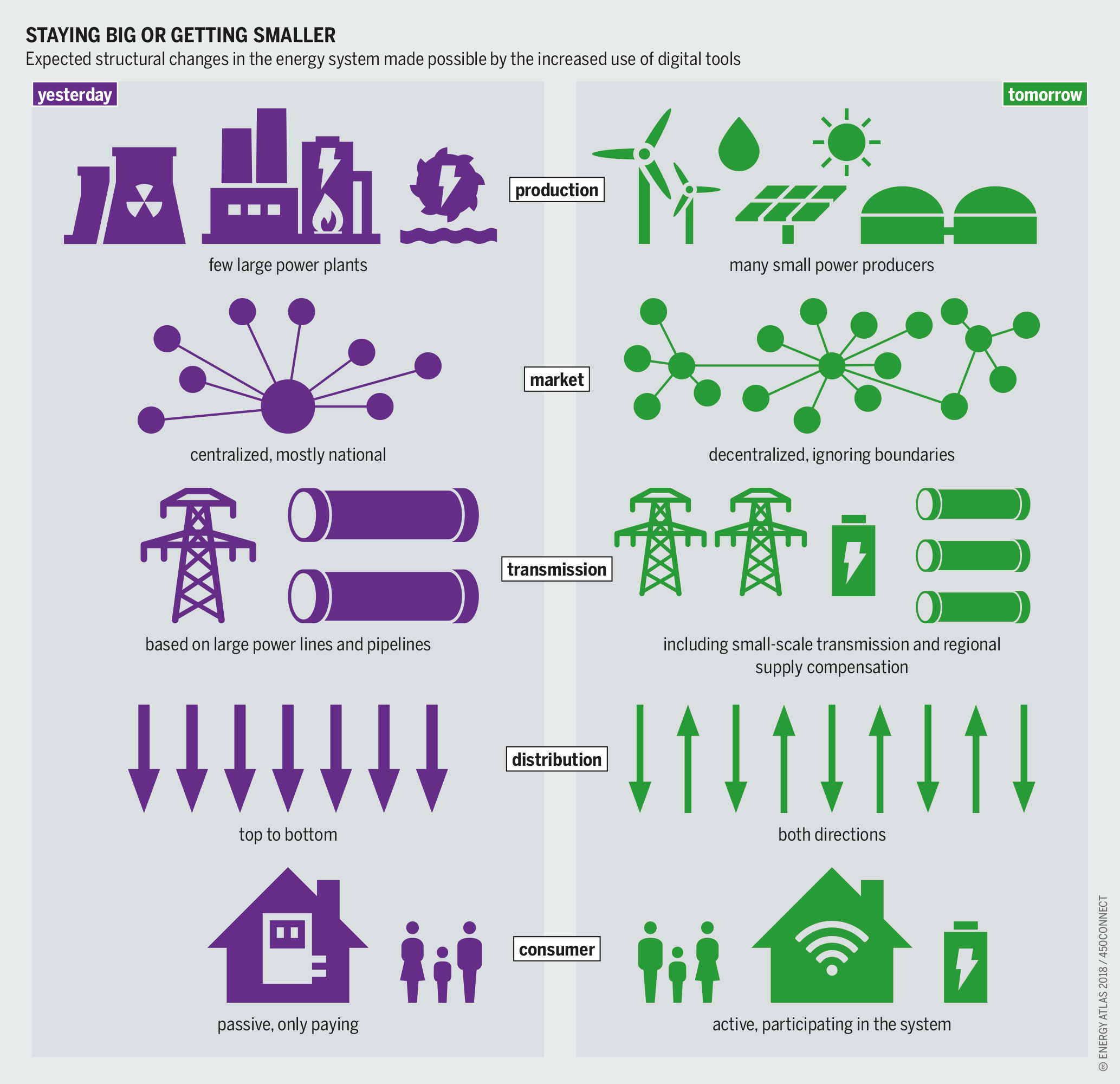
Caractéristiques d'un réseau intelligent (à droite) par rapport au système électrique traditionnel (à gauche).

## Terminologie
L'expression anglophone « smart grid » est issue de « power grid » signifiant « réseau de distribution d'électricité » ; le mot « smart » met l'accent sur « l'intelligence » apportée par l'informatique à l'ensemble du réseau de la production à l'utilisateur final.
Le Grand dictionnaire terminologique propose la traduction « réseau de distribution d’électricité intelligent ». L'Académie française a tranché en faveur d'une formule plus simple, à savoir « réseau électrique intelligent » ; cette expression est retenue par le « Vocabulaire de l'énergie » paru au Journal officiel français.
D'autres expressions anglophones sont : « smart electric grid », « smart power grid », « intelligent grid », « IntelliGrid », « future grid » ou « SuperSmart Grid ».[réf. souhaitée]

## Intérêt du réseau intelligent
L'électricité ne pouvant être stockée facilement, rapidement et économiquement en grandes quantités, les technologies du « réseau intelligent » cherchent à ajuster en temps réel la production et la distribution (offre et demande) de l’électricité en hiérarchisant les besoins de consommation (quantité et localisation) selon leur urgence afin de :
- optimiser le rendement des centrales et/ou petites unités de production ;
- éviter d'avoir à construire régulièrement de nouvelles lignes ;
- minimiser les pertes en ligne ;
- optimiser l'insertion de la production décentralisée et diminuer ou éliminer les problèmes induits par l'intermittence de certaines sources (énergies solaire, éolienne, marémotrice et dans une moindre mesure hydroélectrique)[7].

### Adaptation instantanée à la variabilité de la consommation
Le gestionnaire d'un réseau électrique cherche en permanence à adapter production et demande d’électricité. Cette adaptation en temps réel est indispensable pour préserver la stabilité du réseau en termes de puissance, de tension et de fréquence. Or, la demande varie selon des paramètres très complexes et elle ne peut être complètement anticipée malgré des incitations tarifaires dites « heures creuses » en France ou par les contrats d'effacement de consommation électrique.
Les réseaux intelligents permettent grâce à des technologies (compteur intelligent, contrat heure creuse, etc.) d’agir sur la demande. Grâce à une communication informatisée reliant producteurs, distributeurs et consommateurs, il est possible d’adapter, en partie, la consommation aux capacités instantanées de production, notamment en décalant certaines consommations en dehors des heures de pointe et en optimisant les systèmes dits d'« effacement de consommation électrique ». L'asservissement d'une partie de la consommation (industrielle et domestique) à la production disponible, permet de diminuer les pics de consommation et donc de réduire les capacités maximales de production dans une zone géographique donnée.

### Optimisation de la production
Les réseaux électriques actuels ont été fondés sur des centrales électriques très puissantes et un réseau de distribution centré sur elles. L'arrivée de moyens de production décentralisés remet en cause ce paradigme.
Les centrales électriques, suivant leur technologie, ont des caractéristiques de réactivité, de planification ou d’optimisation très variables :
- les centrales solaires, marémotrices ou éoliennes ont une production qui dépend des événements climatiques ou saisonniers. De ce fait, leur production peut être estimée à plus ou moins long terme[10], mais elle est difficilement contrôlable et doit être utilisée en fonction de critères temps réel[11] ;
- les centrales nucléaires, présentant de faibles coûts variables, sont utilisées de façon privilégiée en base. Dans certains pays comme la France, leurs capacités de modulation sont utilisées pour faire face à la variabilité de la demande et de la production renouvelable intermittente aux horizons infra-journalier, hebdomadaire et saisonnier[12] ;
- les centrales électriques Diesel, thermiques, à flamme ou hydrauliques ont un niveau de rendement optimum et une production optimale. L’idéal serait de les faire fonctionner en permanence à ce niveau de production alors qu'il peut être nécessaire de faire varier leur production pour s'adapter rapidement à la demande[11]. Elles ont donc l'avantage d’être très flexibles et de pouvoir démarrer et s’arrêter très rapidement ;
- les défaillances de l'ensemble du réseau de distribution sont souvent difficilement planifiables.

Le « réseau smart-grid », en disposant de ses moyens de mesure et de contrôle en « temps réel » doit pouvoir concilier et optimiser l'utilisation de ces différentes ressources pour en tirer le meilleur parti en toutes circonstances.
L'émergence de moyens de stockage de l'électricité offre de nouvelles possibilités qui nécessitent les technologies « smart grids » pour être exploitées, que ce soit sous la forme de batteries chez les particuliers, de moyens de stockage de grande capacité ou le pilotage de la charge/décharge des véhicules électriques.

### Optimiser l'acheminement de l'électricité
Cet acheminement se fait dans un réseau « maillé » de lignes hautes et moyennes tensions. Chaque maille de ce réseau peut être activée ou désactivée en fonction des impératifs de maintenance, des impondérables de distribution et des besoins de consommation. Chaque maille peut aussi accidentellement être mise hors-service (vent, glace, chute d'arbre, etc.).
Le maillage du réseau tendant à s'internationaliser, il doit :
- prendre en compte des standards et règles d'interopérabilité (par exemple : tension ou fréquence différentes entre pays) et économiques[17] ;
- minimiser les pertes en ligne pour ne pas gaspiller l'électricité (pertes par échauffement des lignes conductrices) sachant que chaque maille du réseau a une capacité de transport à ne pas dépasser (risque de fragilisation ou destruction d'une ligne ou d'un ou plusieurs de ses équipements)[18] ;
- être suffisamment redondant pour pouvoir pallier efficacement toute modification ou anomalie sur une de ces lignes.

Le réseau concerné par les technologies « smart grid » est aussi le réseau de distribution (incluant : les compteurs dits intelligents « Linky » en France, les productions décentralisées et les actions sur la consommation, etc.).
L'architecture du réseau historique est de type top-down (« de haut en bas ») : le producteur fournit l’énergie totale nécessaire au réseau de transport, son acheminement s'effectue depuis les centrales de production au travers du réseau, vers le consommateur en passant par le réseau de distribution. Le réseau intelligent privilégie une consommation proche de la production, pour éviter de transporter l’électricité sur de longues distances (Rifkin propose le concept d'internet de l'énergie). Pour cela, le réseau doit fonctionner en mode interactif (top-down et bottom-up) en tenant compte des contraintes du réseau et de trois acteurs : les producteurs (locaux, régionaux, nationaux, etc.), les distributeurs (lignes haute et moyenne tensions) et les consommateurs (petits ou gros). L'intelligence devrait se répartir sur l'ensemble des réseaux de production et de distribution et plus particulièrement vers les niveaux locaux de contrôle et d'observation que constituent les réseaux de moyenne et basse tensions et vers les consommateurs d'électricité. Aux échelles les plus locales (la machine électrique, la pièce, l'appartement, la maison, etc.) se trouvent des nanoréseaux ou microgrids. Le bâtiment est l'une des échelles pertinentes, qui représente 32 % de la consommation mondiale d’énergie (sous formes d'électricité et de chaleur) et 60 % de toute l’électricité consommée. Plus un microréseau est isolé, plus il est vulnérable à des changements brusques de la production ou de la demande énergétique ; un enjeu est donc d'intégrer les bâtiments au maillage global. L'auto-consommation par les producteurs est également une tendance relativement nouvelle à prendre en compte.
Les mécanismes de régulation de la demande (de la production disponible à un instant donné, éventuellement en fonction du prix) permettront au réseau intelligent de réduire la capacité maximale de production à service équivalent (via les capacités de stockage et l’étalement des pointes de consommation).

### Contrôle du réseau
Pour contrôler en temps réel les paramètres du réseau (tels que capacité, production, charge du réseau) et les besoins des utilisateurs, des mesures doivent être faites tout au long de la chaîne pour déterminer la configuration optimale de l'ensemble du réseau et son potentiel.
Deux démarches le permettent, éventuellement complémentaires :
1. Un traitement centralisé de toutes ces mesures (au niveau d'une région, d'un pays voire d'un continent), qui ne peut être réalisé sans des moyens de communication et de traitement temps réel importants. Cette solution correspondrait à un système centralisé basé sur un réseau rayonnant à partir de grandes centrales électriques, sécurisé par des interconnexions ;
2. Une part croissante d'auto-contrôle local et diffus par le smart grid, dans le cadre d'un réseau devenu « intelligent » et communiquant à haut débit[22], où l'autoproduction, l'autoconsommation et la production locale consommée latéralement prendraient de l'importance. Cette solution répond mieux aux besoins d'un réseau décentralisé, tel celui promu par Jeremy Rifkin avec un « Internet de l'énergie », base d'une « troisième révolution industrielle ».

Dans les deux cas, sans l'apparition conjointe de systèmes de mesure, de télécommunication et de contrôle, sans ordinateurs assez puissants et sans les logiciels adaptés et optimisés, le « smart grid » ne peut pas fonctionner efficacement. Les « smart grids » sont la première étape de la numérisation du système énergétique.

### Solution adaptée aux régions émergentes et aux pays en développement

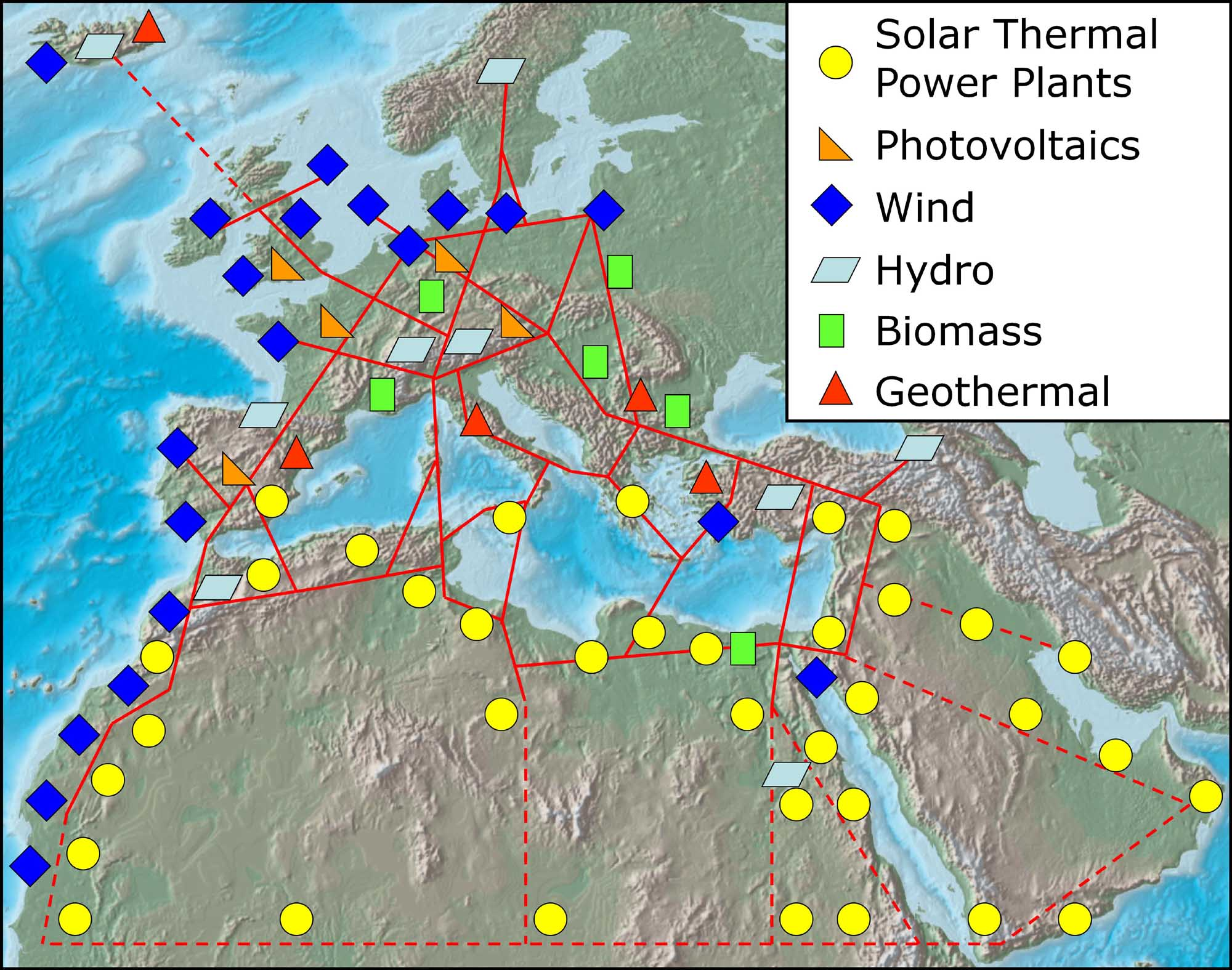
Schéma théorique d'un réseau d'interconnexion entre l'Europe, l'Afrique du Nord et le Moyen-Orient

Selon Thierry Legrand, en Afrique et dans les régions isolées où le réseau électrique maillé n'est pas encore installé ou trop embryonnaire, le réseau électrique intelligent pourrait permettre de passer directement aux solutions efficientes, d'autant que ces régions sont souvent riches en ressources éoliennes, hydraulique et/ou photovoltaïque (Sahel par exemple) et que les réseaux intelligents pourraient diminuer les temps de coupure, améliorer l'approvisionnement et faciliter l'usage d'énergies propres, sûres et renouvelables. Mais son développement se heurte à la précarité économique. Le Cameroun et la république de Djibouti ont déjà choisi les compteurs communicants qui doivent permettre à chacun de suivre sa consommation, faciliter l'effacement de consommation électrique et prioriser les équipements électriques les plus utiles. Des solutions innovantes, de type « microgrids », sont adaptées aux EnR (intermittentes et utilisées selon une géographie clairsemée, proches des consommateurs tels que des réseaux photovoltaïques et de petit éolien domestiques). Ils pourraient faire de l'Afrique un « laboratoire géant » de l'efficience énergétique si, grâce à un accompagnement pédagogique adéquat, les nouveaux usagers de l'électricité acquièrent d'emblée « les bons réflexes ». Ce locavorisme énergétique est adapté aux économies rurales et selon Thierry Legrand, des tiers investisseurs pourraient rentabiliser leurs investissements assez rapidement (il évalue à 750 €/personne le besoin d'investissements solaires pour une consommation de 128 kWh/an en Afrique de l'Ouest).

## Technologies et moyens mis en œuvre
La mise en œuvre, sur le réseau de distribution électrique existant, de capteurs reliés à un réseau informatique et à un puissant système d'analyse capable de s'appuyer sur des données prospectives de court, moyen et long terme, doit permettre un meilleur ajustement de la production et de la consommation d'électricité, avec les avantages suivants :
- optimiser la fourniture d'électricité lors des pics de consommations, en lissant la courbe de charge, permettant ainsi de réduire la production d'électricité par les énergies fossiles ;
- diminution des pannes en réduisant la surcharge des lignes ;
- réduction des pertes en ligne ;
- intégration au réseau facilitée pour un bouquet de sources d'énergie propre ; sûres et complémentaires, mais souvent irrégulières et diffuses telles que les éoliennes domestiques, hydroliennes, fermes éoliennes, panneaux solaires domestiques, centrales solaires, petite hydraulique, les sources marémotrices, etc. ;
- transferts facilités et optimisés de la production électrique sur des grandes distances.

Bien que certaines technologies soient estampillées smart grid, le terme se réfère plutôt à un ensemble homogène de technologies qu'à un item précis.
L'émergence des réseaux intelligents est incitée par l'évolution des logiques législatives introduites par l'ouverture des marchés de fourniture d'électricité à la concurrence, ainsi, les apports précédents proviennent principalement du gestionnaire de réseau de distribution, mais d'autres apports des réseaux intelligents concernent directement les clients finaux en lien avec leur fournisseur d'énergie :
- encourager le consommateur à consommer à l'heure où l'énergie est la plus abondante (et la moins chère) et donc optimiser sa facture, à travers notamment des offres tarifaires nouvelles rendues possibles par le compteur intelligent (smart meter) ;
- réaliser une « réponse en flux tendu » en fonction des besoins en consommation / production des utilisateurs, en consommant par exemple l'énergie produite à proximité de chez soi (panneaux photovoltaïques, éoliennes…).

## Efficacité
Selon le département de l'Énergie des États-Unis, si les technologies de réseau intelligent rendaient le réseau électrique américain plus efficace de 5 %, cela équivaudrait à une économie en termes d'émission de gaz à effet de serre de 53 millions de voitures, et l'amélioration du réseau grâce à ces technologies devrait permettre une économie de 46 à 117 milliards de dollars d'ici à 2023.
Selon une autre étude,, l'Europe pourrait de son côté grâce à un « super-réseau intelligent » (SuperSmart Grid, SSG) sécuriser son alimentation énergétique, en développant les énergies douces, renouvelables et décentralisées, tout en diminuant fortement ses contributions à l'effet de serre. Ce réseau permettrait même selon l'étude de basculer dès 2050 sur un réseau uniquement alimenté par des énergies propres, sûres et renouvelables, un projet s'étendant jusqu'en 2011, bénéficiant de dix millions d'euros dans le cadre du programme cadre européen et visant à étudier les impacts des changements climatiques en zone méditerranéenne et des solutions aux principaux problèmes posés.
À Taïwan, où le groupe Taiwan Power, principal énergéticien de l'île, estime que le réseau intelligent est le seul moyen de « contourner la paresse humaine », ce dernier estime pouvoir faire économiser 10 % rien qu'en gérant de manière automatique les équipements de veille, et 10 à 20 % supplémentaires en faisant de même avec la climatisation.
Cependant, certains experts tels que Philippe Bihouix, estiment cette solution insuffisante pour faire face à la raréfaction des ressources naturelles, énergies fossiles et métaux. Selon eux, ce sont des solutions « high-tech » qui restent soumises à la perspective de rendements décroissants, et qui ne peuvent se substituer à long terme à une nécessaire baisse de la consommation nette de matières premières non renouvelables, et au ralentissement des « innovations » qui font un usage intensif des ressources non renouvelables, notamment dans les nouvelles technologies.

## Compteurs communicants
L'expression réseau électrique intelligent est souvent associée au concept de compteur communicant, appelé abusivement compteur intelligent, capable de fournir une facturation par tranche horaire permettant aux consommateurs de choisir le meilleur tarif chez les différentes entreprises productrices, mais aussi de jouer sur les heures de consommation, permettant ainsi une meilleure utilisation du réseau électrique. Un tel système permettrait aussi de cartographier plus finement les consommations et de mieux anticiper les besoins, à l'échelle locale.
En France métropolitaine par exemple, les compteurs électriques classiques sont remplacés par un compteur dit « intelligent » spécifié par Enedis, Linky,. Associé aux équipements de la domotique, en particulier certaines box ou gestionnaires d'énergie chez les usagers, il devrait permettre de généraliser le pilotage tarifaire des équipements de l'habitat pour faciliter la gestion de la production et de la charge électrique qui transite sur les réseaux (exemple : pilotage de la charge des véhicules électriques, du chauffage électrique par radiateurs électriques ou pompes à chaleur, de la climatisation, de la mise en marche des machines à laver ou des sèche-linge, etc.).[réf. nécessaire] Ils offrent aussi aux clients de comprendre leur courbe de consommation, pour pouvoir plus facilement adapter leur usages afin de réduire leur facture. Les compteurs communicants permettent en outre aux gestionnaires des réseaux électriques d'améliorer la connaissance des flux d'énergie sur les réseaux pour en optimiser les renforcements, ce qui vise un optimum économique global. Ils permettent enfin de visualiser quasiment en temps réel les niveaux de tension électrique, indicateur d'éventuelles surcharges du réseau.[réf. nécessaire]
En Suisse, des compteurs intelligents communiquent non seulement la quantité de consommation électrique, mais aussi sa dimension temporelle, ce qui permet à des propriétaires d'installations décentralisées d'adapter leur production,.
Des prises, dites elles aussi « intelligentes », permettent de doter les appareils non communicants de fonctions de communication simples[réf. nécessaire].
Les grandes entreprises du secteur de l'informatique, comme Google et Microsoft, travaillent sur ces compteurs intelligents pour en faire des interfaces de suivi (tableaux de bord) de la consommation. L'utilisateur peut alors connaître le détail de sa consommation, par pièce, par interrupteur, par période, par type d'équipements, et connaître les postes sur lesquels des économies d'énergie sont possibles.
Pour accompagner le développement des réseaux électriques intelligents, et faciliter l'intégration des énergies solaires et éoliennes sur les réseaux, deux nouvelles normes d'interopérabilité entre les appareils et terminaux et les réseaux électriques intelligents ont été lancées en 2012 par l'ETSI (European Telecommunications Standards Institute) et l’Esna (Energy Services Network Association), pour la zone de l'Union européenne. L’open smart grid protocol est une nouvelle couche de protocole de communication standard et le « BPSK narrow band power line channel for smart metering applications » précise le mécanisme de contrôle du réseau à travers une « ligne électrique haute performance à bande étroite ».

## Protection des données
La bonne gestion des réseaux de distribution ou d'échange d'énergies nécessite idéalement d'avoir accès à des données précises et parfois en temps réel, or, une partie de ces données sont des données personnelles, et des limites ont volontairement été posées au libre accès aux données précises et géolocalisées d'intérêt énergétique, principalement pour des raisons de protection de la vie privée, entre autres en France dans le cadre de la Loi Informatique et Libertés.
La Commission européenne a affiché l'objectif ambitieux d'équiper 80 % des consommateurs en compteurs électriques dits « intelligents » avant 2020, en étant consciente du besoin d'aussi limiter les risques de non-respect de la vie privée puis alors d'exploitation de modélisations et profilages à des fins détournées (marketing, publicité, discrimination des prix par des tiers, etc.).
En 2012, le Contrôleur européen de la protection des données (CEPD) a préconisé de préparer des mesures législatives supplémentaires (en Europe et dans le droit national des États-membres), d'imposer des technologies de protection de la vie privée (PET, de l'anglais « privacy-enhancing technologies ») et d'utiliser les meilleures techniques disponibles pour la minimisation des données, tout en clarifiant les obligations et limites en termes de durée d'archivage des données, en veillant à ce que chacun ait accès à ses propres données de consommation d’énergie.
En France, la Commission nationale de l'informatique et des libertés (CNIL) et la Fédération des industries électriques, électroniques et de communication (FIEEC) se sont rapprochés pour créer en octobre 2012 un groupe de travail baptisé « Smart Grids et protection des données personnelles », afin de produire des recommandations sur les « conditions de collecte et de traitement des données personnelles relatives à la consommation électrique par des appareils installés par les usagers en « aval des compteurs électriques » (par exemple, directement sur le tableau électrique ou via une prise sur le compteur permettant de collecter des données de consommation précises) ». Des recommandations sur le pilotage énergétique du logement ont été publiées en juin 2014 par la CNIL, sous forme d'un « pack de conformité pour les compteurs communicants », en privilégiant la protection des données personnelles en amont dans la définition même des nouveaux services (« privacy by design »), et sur la base de trois scénarios respectivement caractérisés par le devenir des données collectées (dans le scénario 1, elles restent dans le logement, au service de la domotique, dans le scénario 2, elles sont transmises à l’extérieur, et dans le scénario 3 leur transmission à l’extérieur induit en outre une rétroaction (télépilotage d'équipements du logement)).
Selon la CNIL (2014), en France, les données commerciales et personnelles ne pourront être conservées que pendant une durée limitée ; après le temps de prescription légale, elles devront être supprimées ou rendues anonymes (et agrégées pour les données de consommation d'énergie, après un délai « raisonnable » de trois ans, selon les propositions de la CNIL faites en 2014). La CNIL rappelle que la loi Informatique et liberté n'est pas applicable aux données anonymes, qui peuvent « être conservées et échangées de façon illimitée ».

## Acceptabilité par le public et enjeux économiques
Un réseau électrique intelligent donne aux opérateurs des informations indirectes et directes sur la vie privée (horaires et activité des habitants)[réf. nécessaire].
Néanmoins, sa capacité annoncée à améliorer le rendement énergétique et à générer des économies sur les factures individuelles semblent faciliter son acceptation par le public et ses utilisateurs. Cette acceptation est d'autant plus importante qu'une partie des bénéfices du smart grid en dépend, mais elle reste à démontrer. En France, l'ADEME, sous l'impulsion du ministère du Développement durable, a donc lancé des appels à manifestations d'intérêts courant 2009 visant à démontrer l'efficacité énergétique apportée par le concept smart grid tout en favorisant l'intégration des énergies renouvelables distribuées. Les projets attendus devront être en cohérence avec la Feuille de Route « réseaux et systèmes électriques intelligents intégrant les énergies renouvelables », les principaux objectifs doivent : favoriser l'intégration des énergies renouvelables sur les réseaux de distribution ; participer à l'amélioration de l'efficacité énergétique, développer de nouveaux modèles d'affaires pour la vente de l'énergie, et enfin intégrer le compteur intelligent comme vecteur technologique et économique pour faciliter la gestion active de la demande.
Par ailleurs, un des thèmes du grand emprunt 2010 traite des réseaux intelligents, et vise notamment à satisfaire les engagements du Grenelle 2 à travers le développement des réseaux intelligents et son impact sur le grand public (amélioration énergétique, bilan économique long terme…). Les attributions de l'ADEME et celles issues du grand emprunt sont prévues pour fin 2010 début 2011, et devraient concerner les grands acteurs de l'énergie : producteurs, gestionnaires des réseaux de distribution, acteurs commerciaux, mais aussi industriels, institutions, universités, etc.
Après que le président Obama a annoncé un investissement de 3,4 milliards de dollars pour la transition Spur Energy Smart Grid et le financement d'un large éventail de technologies qui visent à stimuler la transition vers un réseau électrique intelligent et efficient, deux sondages montraient fin 2009 que la population des États-Unis souhaitait que les producteurs d’électricité fassent plus appel aux sources renouvelables (25 % d'ici 2025) pour l’électricité, ce qui demande un réseau plus souple et intelligent et que 74 % des américains se disaient prêts à modifier leur comportement via de nouvelles technologies pour économiser l’énergie, si leur facture d’électricité était allégée, et souhaitaient à 88 % que les autorités investissent dans de nouvelles technologies.

## Aspects financiers
En France, des projets de recherche sont en cours, dont Nice Grid en région PACA, GreenLys à Lyon et Grenoble, ou Venteea dans l'est de la France, portés par Enedis ; l'entreprise copilote aussi un projet européen portant sur les réseaux intelligents, Grid4EU (sept partenaires), six démonstrateurs, 50 M€). Selon Enedis, « l'Agence internationale de l'énergie (AIE) estime que, dans l'Union européenne, il faudra investir 300 milliards d'euros sur les réseaux de distribution entre 2010 et 2020 ». Au cours de la même période, les besoins d'investissement sur les réseaux de transport s'élèveront à 100 milliards d'euros pour intégrer 230 GW éoliens et 150 GW solaires dans le réseau électrique de l'Union européenne,. Environ un quart de l'investissement nécessaire dans les réseaux de transport de 2010 à 2035 sera lié à la croissance de la production d'électricité d'origine renouvelable. En Europe, cela concerne représente ainsi 20 000 km de nouvelles lignes THT nécessaires selon l'Ademe, notamment pour intégrer à horizon 2020 le paquet climat-énergie, avec en France au moins 25 GW éoliens et 5,4 GW photovoltaïque « crête » prévus (« Avec un objectif de 19 GW terrestres, RTE devra investir 1 milliard d'euros sur dix ans en infrastructures de transport »).
Les smart grids pourraient intégrer des notions de solidarité et de secours mutuel, sous la forme d'une domotisation qui favoriserait les économies et de 35 millions de compteurs communicants prévus pour les foyers français. Les modèles de prévision de la production en fonction des conditions météorologiques commencent à être améliorés (quelques pourcents d'erreur à 24 ou 48 h), grâce notamment au projet Anemos puis Safe Wind de Mines ParisTech.
Les réseaux de distribution directement concernés par ce concept ont été initialement conçus pour distribuer l'énergie de l'amont vers l'aval (« des centrales vers les consommateurs »). Avec la production décentralisée (photovoltaïque, éolien…) et la modification des utilités (véhicule électrique), la donne est en train de changer et des enjeux nouveaux apparaissent, y compris sous l'aspect financier.[réf. nécessaire]
À qui profiteront le plus ces nouvelles technologies :[style à revoir]
; à l'utilisateur final ? : si les fournisseurs d'énergie parviennent à facturer l'énergie consommée en tenant compte que cette énergie provient par exemple de modules photovoltaïques du quartier. Les tarifs d'acheminement du distributeur évolueront alors probablement ;[réf. nécessaire]
; au gestionnaire de réseau de distribution ? : si le fournisseur d'énergie définit une politique d'investissements visant à ne pas développer de nouveaux réseaux en profitant des producteurs décentralisés, en jouant sur la courbe de charge à travers les compteurs intelligents, en appliquant de nouvelles règles pour par exemple « délester » des appareils chez l’utilisateur (exemple machine à laver, véhicule électrique, etc.) ;[réf. nécessaire]
; aux industriels ? : si un nouveau marché apparaît, en associant notamment les acteurs de l'électrotechnique, de l'internet des objets et les acteurs des télécommunications ;[réf. nécessaire]
; aux institutions ? : si l'efficacité énergétique proposée par le smart grid devient réelle et permet de satisfaire la politique énergétique définie par les gouvernements ;[réf. nécessaire]
; aux fournisseurs d'énergie ? : s'ils parviennent à maîtriser parfaitement l'équation offre-demande de leurs utilisateurs en pilotant notamment des charges électriques en aval du compteur (ce qui sera sans doute possible avec le compteur intelligent) ;[réf. nécessaire]
L'équation économique n'est donc pas encore définie, les démonstrateurs de l'ADEME viendront éclairer les autorités sur les choix les plus pertinents. Le smart grid étant un concept novateur, les références restent à bâtir, il existe de nombreux articles sur le sujet, mais le concept varie d'un pays à l'autre, seul le réseau de distribution est toujours au centre de la problématique.[réf. nécessaire]

## Réalisations

### En France
Depuis 2008, la France est un des premiers investisseurs européens dans les réseaux électriques intelligents, avec 118 projets pour un montant de plus de 500 millions d'euros.
En 2016, trois dossiers lauréats d'un appel à projet national 50 M€ sont « FlexGrid » (Provence-Alpes-Côte d'Azur), « Smile » (Bretagne et Pays de la Loire), qui bénéficieront de 80 M€ d'aides pour leurs aspects transport et distribution d'électricité (aide notamment apportée par les gestionnaires de réseaux RTE et Enedis), et le projet « You & Grid » porté par la métropole de Lille, en lien avec la région Hauts-de-France.
- L'association SMILE a été rejointe par 68 projets autour de son vaste dispositif pilote (51 sont d’ores et déjà homologués), dont la moitié sont privés. Un des enjeux de SMILE est d'associer le secteur public et territorial avec les entreprises du privé. L’association regroupe 270 adhérents et compte sur 170 millions d’euros d’investissements, sans compter les 51 millions d’euros supplémentaires ajoutés par Enedis et RTE[52]. Les projets sont censés présager des modèles énergétiques futurs. Ils sont ainsi classés en quatre grandes thématiques : consommation, efficacité énergétique, mobilité et production renouvelable[53].
- FlexGrid est aujourd'hui devenu Nice Grid et comprend en sus la gestion de la recharge des véhicules électriques[54].

L'objectif fixé pour 2020 est de lever 260 millions d'euros d'investissements, dont 120 millions de financements privés, et de contribuer à la création de 10 000 emplois directs ou indirects.

### Au Québec
En 2018, Hydro-Québec annonce le projet d'un microréseau électrique dans la ville de Lac-Mégantic en Estrie, prévu pour être mis en service fin 2020. Il sera composé d'appareils connectés, de 2 000 panneaux solaires implantés sur 30 bâtiments situés dans le centre-ville de la municipalité, et de véhicules électriques et bornes de recharges. Le système pourra compter sur une capacité de stockage de 1 MWh pour être autonome et sera relié au réseau principal d'Hydro-Québec.

## Prospective

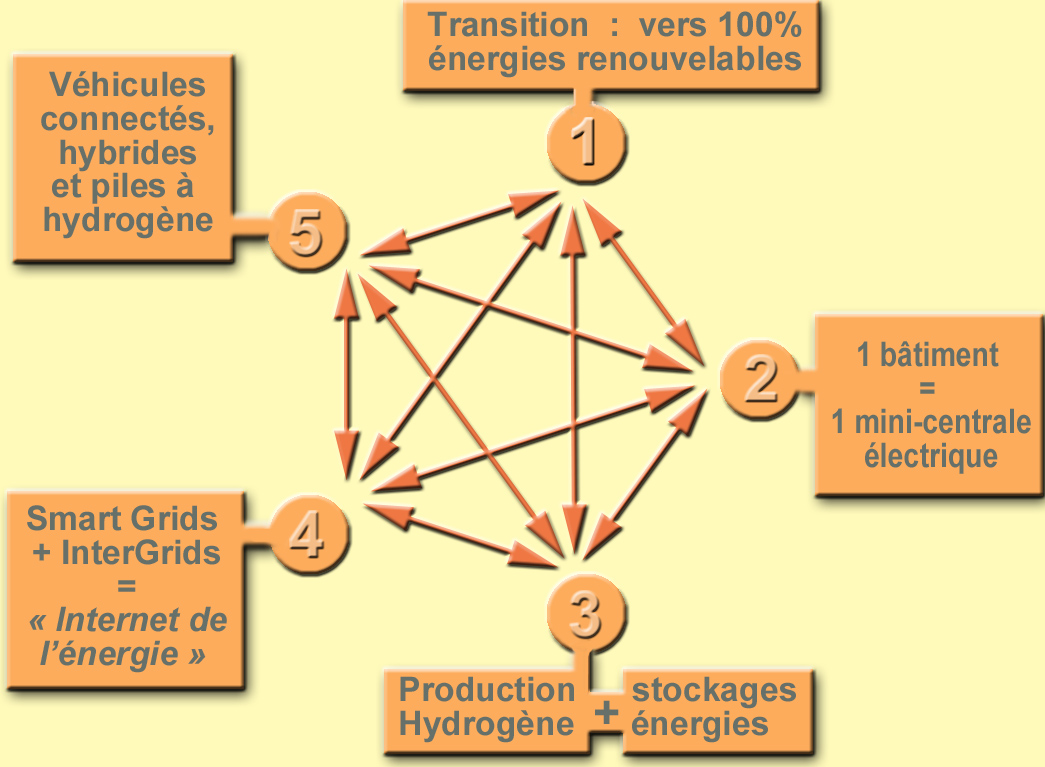
Piliers de révolution selon Jeremy Rifkin.

Avec le développement d'Internet et l'apparition de compteurs d'eau et de gaz « intelligents », des prospectivistes comme Jeremy Rifkin prévoient l'émergence proche d'un Internet de l'énergie, qui pourrait également s'étendre aux réseaux et systèmes de transports intelligents promus par l'Europe notamment.
Ce concept est souvent associé à celui de « ville intelligente ».
En 2013, selon un sondage réalisé par Accenture, deux tiers des cadres (de services publics) interrogés pensent que les bénéfices des réseaux électriques intelligents devraient dépasser les premières estimations, mais 85 % de ces sondés pensent qu'il faudra relever des défis organisationnels majeurs, avec d'importants changements du « paysage concurrentiel » de l'industrie de l'énergie, avec une production, décentralisée et distribuée, d'électricité et de nouveaux modes de gestion de la demande. Une clé du succès sera, selon ces cadres, l'accès mondial aux compétences informatiques nécessaires au déploiement de réseaux intelligents, mais seuls 25 % de ces cadres estiment qu'ils ont déjà ces compétences et les capacités analytiques nécessaires et plus de 80 % jugent nécessaires de nouvelles « boîtes à outils » et une nouvelle gouvernance des données permettant le fonctionnement de tels réseaux. Les freins seront selon eux l'investissement, la réglementation et la technologie. La priorité d'ici 2030 devrait être d'améliorer les outils d'analyse et d'exploration de données. Une évaluation plus approfondie également effectuée par Accenture (2013) estime que chaque compteur nord-américain pourrait permettre une économie de 40 à 70 US$ par an.
Le 27 juillet 2014, un rapport produit par Whatech annonce que le marché des smart grids a un potentiel de 4,1 % de croissance annuelle mondial entre 2013 et 2018.